# Aleksandra Podriadowa
Aleksandra Podriadowa (kaz. Александра Подрядова; ur. 11 maja 1989) – kazachska judoczka. Olimpijka z Londynu 2012, gdzie zajęła dziewiąte miejsce wadze ekstralekkiej.
Uczestniczka mistrzostw świata w 2011, 2013 i 2015. Startowała w Pucharze Świata w latach 2008-2015. Piąta na igrzyskach azjatyckich w 2010. Piąta na mistrzostwach Azji w 2011, 2012, 2015 i 2016 roku.

## Letnie Igrzyska Olimpijskie 2012
| Konkurencja | Eliminacje                   | Klas. końcowa |
| Konkurencja | Przeciwnik I                 | Miejsce       |
| ----------- | ---------------------------- | ------------- |
| 48 kg       | Mönchbatyn Uranceceg (MGL) P | 9.            |